# Kladovo
Kladovo (serbocroata cirílico: Кладово) es un municipio y villa de Serbia perteneciente al distrito de Bor.
En 2011 su población era de 20 635 habitantes, de los cuales 8913 vivían en la villa y el resto en las 22 pedanías del municipio. La gran mayoría de los habitantes del municipio son étnicamente serbios (17 673 habitantes), con una minoría de valacos (788 habitantes).
Se ubica en la frontera con Rumania marcada por el Danubio. Al otro lado del río se ubica la ciudad rumana de Drobeta-Turnu Severin.

## Pedanías
- Brza Palanka
- Vajuga
- Velesnica
- Velika Vrbica
- Velika Kamenica
- Grabovica
- Davidovac
- Kladušnica
- Korbovo
- Kostol
- Kupuzište
- Ljubičevac
- Mala Vrbica
- Manastirica
- Milutinovac
- Novi Sip
- Petrovo Selo
- Podvrška
- Reka
- Rečica
- Rtkovo
- Tekija na Dunavu